# Домбаи
Домбаи (венг. Dombay-tó) — небольшое водохранилище было создано в 1960-х юго-западнее города Печварад, в медье (области) Баранья, Венгрия.
Озеро находится на склоне горы Зенгьё (венг. Zengő) (682 м), горного массива Мечек.
Своё нынешнее название озеро получило в честь венгерского исследователя Яноша Домбаи в 1966 году.
Около озера находится небольшой туристический курорт (главным образом купание). На северном берегу озера можно увидеть старую водяную мельницу и источник, который снабжает озеро водой.